# Korn Ferry Tour
De Korn Ferry Tour is een wedstrijdcircuit voor golfprofessionals in de Verenigde Staten. Het is vergelijkbaar met de Challenge Tour in Europa.

## De naam
In 1990 werd de "satellite tour" door de Amerikaanse PGA Tour opgericht onder de naam Ben Hogan Tour. Er waren de eerste jaren ongeveer 30 toernooien met ieder ongeveer $100.000 aan prijzengeld. Van 1993 t/m 1999 was het de NIKE Tour, van 2000-2011 was Nationwide Insurance de naamsponsor en werd de naam Nationwide Tour gebruikt. In 2012 veranderde de naam in Web.com Tour. In juni 2019 kondigde de PGA Tour een tienjarige overeenkomst aan met het in Los Angeles gevestigde adviesbureau Korn Ferry, dat Web.com vervangt als sponsor van de tour. 

### Namen
| Nr. | Naam golftour   | Jaren      |
| --- | --------------- | ---------- |
| 1   | Ben Hogan Tour  | 1990-1992  |
| 2   | Nike Tour       | 1993-1999  |
| 3   | Buy.com Tour    | 2000-2002  |
| 4   | Nationwide Tour | 2003-2011  |
| 5   | Web.com Tour    | 2012-2019  |
| 6   | Korn Ferry Tour | 2019-heden |

## De toernooien
De meeste toernooien zijn in de Verenigde Staten, maar er is ook een toernooi in Australië, Nieuw-Zeeland (beide tellen ook voor de Australaziatische Tour) en Panama. Sinds 2007 is er ook een toernooi in Mexico en Canada. In 2010 komt een toernooi in Colombia op de agenda. Het prijzengeld is in de loop der jaren flink gestegen.
Door in de top-25 van deze Tour te eindigen of er enkele toernooien te winnen, kan met een spelerskaart krijgen voor de PGA Tour. Een andere mogelijkheid is om naar de Qualifying School te gaan, die in de Verenigde Staten meestal de Q-School wordt genoemd.

## Reorganisatie
In 2013 wordt de PGA Tour anders georganiseerd en dit zal effect hebben op de Web.com Tour. Het seizoen zal vanaf dan in het najaar beginnen.

## Order of Merit
Aan het einde van ieder seizoen wordt bekendgemaakt wie de winnaar is van de Order of Merit (prijzengeld in Amerikaanse dollars) en wie tot Speler van het Jaar is gekozen,
| Jaar            | Winnaar Order of Merit | Prijzengeld    | Speler van het Jaar |                |
| Ben Hogan Tour  | Ben Hogan Tour         | Ben Hogan Tour | Ben Hogan Tour      | Ben Hogan Tour |
| --------------- | ---------------------- | -------------- | ------------------- | -------------- |
| 1990            | Jeff Maggert           | 108.644        | Jeff Maggert        |                |
| 1991            | Tom Lehman             | 141.934        | Tom Lehman          |                |
| 1992            | John Flannery          | 164.115        | John Flannery       |                |
| NIKE Tour       |                        |                |                     |                |
| 1993            | Sean Murphy            | 166.293        | Sean Murphy         |                |
| 1994            | Chris Perry            | 167.148        | Chris Perry         |                |
| 1995            | Jerry Kelly            | 188.878        | Jerry Kelly         |                |
| 1996            | Stewart Cink           | 251.699        | Stewart Cink        |                |
| 1997            | Chris Smith            | 225.201        | Chris Smith         |                |
| 1998            | Bob Burns              | 178.664        | Bob Burns           |                |
| 1999            | Carl Paulson           | 223.051        | Carl Paulson        |                |
| BUY.COM Tour    |                        |                |                     |                |
| 2000            | Spike McRoy            | 300.638        | Spike McRoy         |                |
| 2001            | Chad Campbell          | 394.552        | Chad Campbell       |                |
| 2002            | Patrick Moore          | 381.965        | Patrick Moore       |                |
| Nationwide Tour |                        |                |                     |                |
| 2003            | Zach Johnson           | 494.882        | Zach Johnson        |                |
| 2004            | Jimmy Walker           | 371.346        | Jimmy Walker        |                |
| 2005            | Troy Matteson          | 495.009        | Jason Gore          |                |
| 2006            | Ken Duke               | 382.443        | Ken Duke            |                |
| 2007            | Richard Johnson        | 445.421        | Nick Flanagan       |                |
| 2008            | Matt Bettencourt       | 447.863        | Brendon de Jonge    |                |
| 2009            | Michael Sim            | 644.142        | Michael Sim         |                |
| 2010            | Jamie Lovemark         | 452,951        | Jamie Lovemark      |                |
| 2011            | J. J. Killeen          | 414.273        | J. J. Killeen       |                |
| Web.com Tour    |                        |                |                     |                |
| 2012            | Casey Wittenberg       | 433.453        | Casey Wittenberg    |                |
| 2013            | Michael Putnam         | 450.184        | Michael Putnam      |                |
| 2014            | Carlos Ortiz           | 515.403        | Carlos Ortiz        |                |
| 2015            | Patton Kizzire         | 518.240        | Patton Kizzire      |                |
| 2016            | Wesley Bryan           | 449.392        | Wesley Bryan        |                |
| 2017            | Brice Garnett          | 368.761        | Chesson Hadley      |                |
| 2018            | Im Sung-jae            | 534.326        | Im Sung-jae         |                |
| Korn Ferry Tour |                        |                |                     |                |
| 2019            | Zhang Xinjun           |                | Scottie Scheffler   |                |
| 2020-21         | Stephan Jäger          |                | Stephan Jäger       |                |
| 2022            | Yuan Yechun            |                | Justin Suh          |                |
| 2023            | Ben Kohles             |                | Ben Kohles          |                |
| 2024            | Matt McCarty           |                | Matt McCarty        |                |